# 쩐티리 교

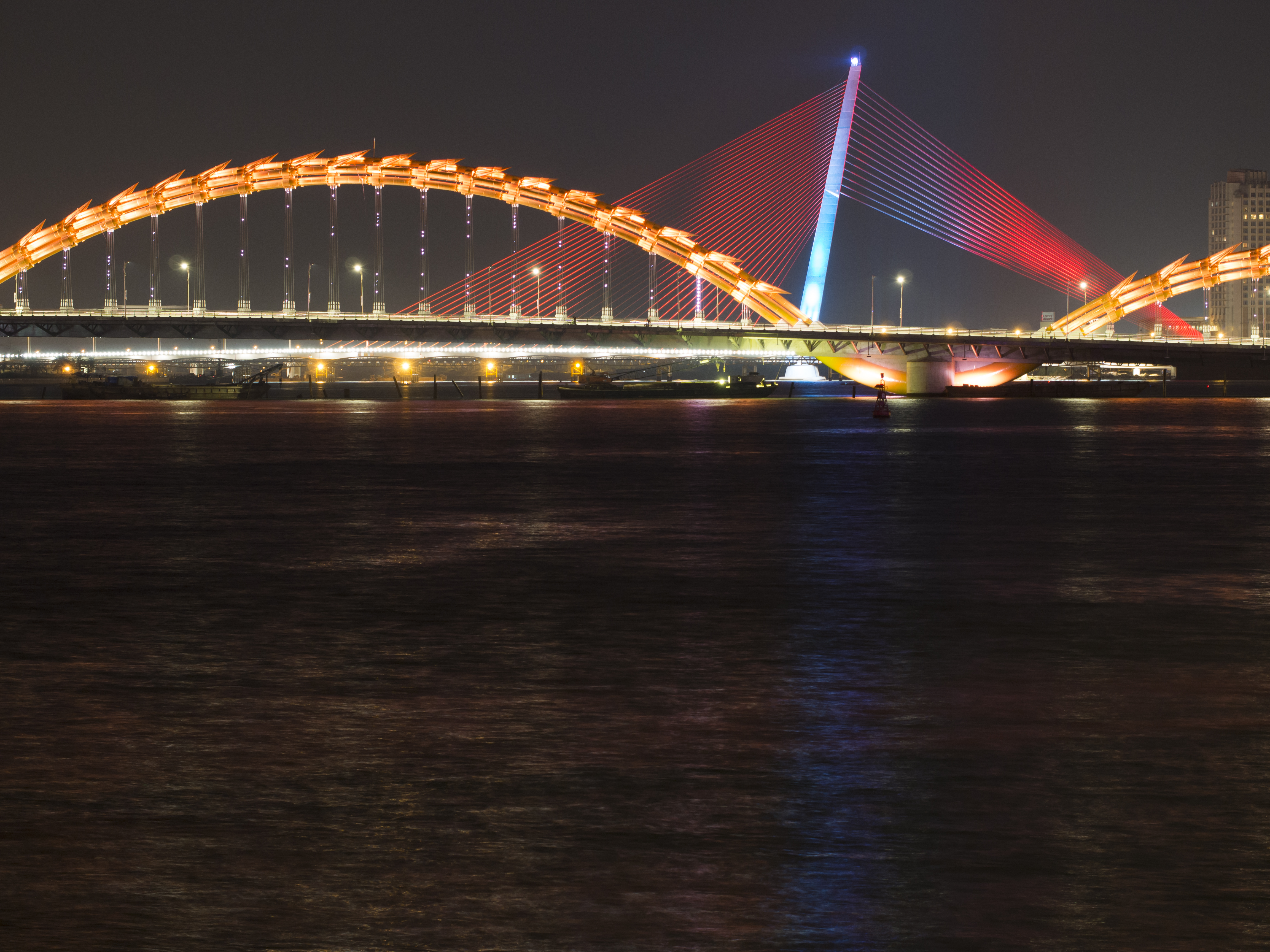
쩐티리교의 야경

쩐티리교(베트남어: Cầu Nguyễn Văn Trỗi–Trần Thị Lý)(정식 명칭은 응우옌반쪼이-쩐티리 교)는 베트남 다낭의 한강을 가로지르는 다리이다. 이 다리는 베트남 혁명가 응우옌 반 쪼이와 쩐티리의 이름을 딴 2개의 오래된 다리를 대체했다.
쩐티리교는 2011년 3월 29일 다낭의 날을 기념하여 개통했다. 현대적이고, 독특한 건축요소를 갖춘 다리로 관광객과 거주자가 방문해서 사진을 남길 수 있는 명소 중 하나이다.
다낭 만에서 송한 교와 롱 교 다음에 위치해 있다. 교량의 주 개통 길이는 230m, 총 길이는 731이다. 주 타워는 높이 145m, 서쪽 경사 12도에, 3개의 평면 펜던트를 포함하여 독특한 모양과 위치로 설계되었다.